# Córrego Paredão
Córrego Paredão é um córrego do estado de São Paulo que nasce no bairro Sítio Paredão, em Ferraz de Vasconcelos, e margeia toda a divisa do município com Poá, no lado oeste da divisa, tendo sido o responsável pela marcação da divisa na década de 1950. O córrego recebe água de pequenas nascentes da região, até despejar suas águas no Córrego Itaim.

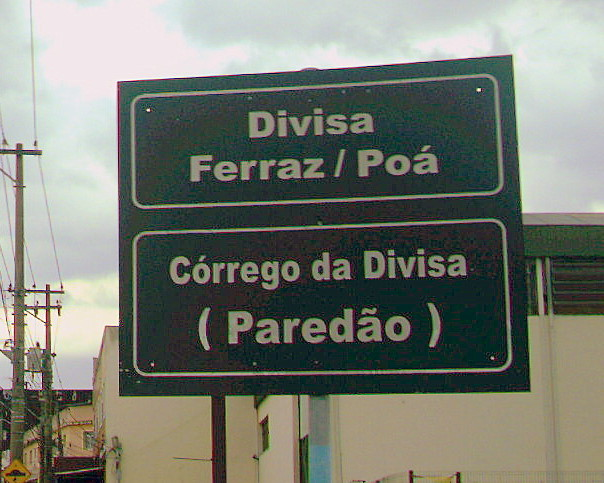
Placa indicativa do córrego.